# Polish Navy Point
Der Polish Navy Point (englisch, polnisch Przylądek Marynarki Wojennej ‚Marinekap‘) ist eine Landspitze von King George Island im Archipel der Südlichen Shetlandinseln. Sie ist die östliche Verlängerung des Klekowski Crag und liegt nördlich des Denais Stack auf der Südseite der Mündung des Lange-Gletschers in die Admiralty Bay.
Polnische Wissenschaftler benannten sie 1980.